# Borkhera
Borkhera fou un estat tributari protegit a l'agència de Malwa, Índia central.
La superfície era de 21 km² i la població de 870 habitants el 1901. Els ingressos s'estimaven el mateix any en 13.900 rúpies. El sobirà portava el títol de thakur i era un rajput rathor.